# Лимакология
Лимаколо́гия (греч., от leimak — голая улитка, в logos — слово) — раздел малакологии, посвящённый изучению слизней и других безраковинных моллюсков, а также их экологию, систематику и взаимодействие с другими организмами.

## Терминология
Термин «лимакология» редко применяется в современной научной литературе из-за полифилетического происхождения слизней (слизни эволюционно не относятся к одной ветви моллюсков), однако он закрепился в исторических трудах и встречается в описательной зоологии.

## История
Первоначально лимакология рассматривалась как часть малакологии — науки о моллюсках, однако в XIX веке возник повышенный интерес к морфологии и систематике именно слизней. Отдельное внимание этой группе уделялось благодаря сложности их классификации и разнообразию форм.

### Современное состояние
На сегодняшний день лимакологических специалистов называют лимакологами, однако сам термин в основном употребляется при изучении экологии или морфологии слизней в рамках широкой малакологии. Несмотря на то что интерес к изучению слизней остаётся, современная классификация и исследование этой группы ведутся в более широкой системе моллюсков.

## Известные лимакологи

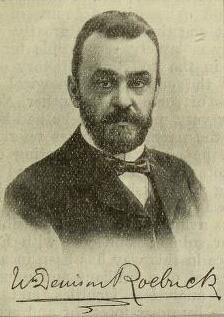
Уильям Денисон Рёбак

Одним из заметных исследователей в этой области был Уильям Денисон Рёбак — английский натуралист, внесший значительный вклад в систематику и морфологию европейских слизней и определение новых видов в начале XX века.